# فترة آل كوبريللي
فترة آل كوبرولو (باللغة التركية: Köprülüler Devri) (حوالي عامين 1656-1703) هي فترةُ كانت فيها سياسات الإمبراطورية العثمانية مهيمنةُ عليها في الكثير من الأحيان سلسلة من الوزراء رفيعي المستوى من عائلة كوبرولو. أحيانًا يتم تعريف حقبة كوبرولو بشكل أكثر تحديدًا على أنها الحقبة التي تمتد بين عامي 1656 -1683 في حينها سيطر أفراد العائلة على مكتب الوزير الأكبر دون انقطاع، وفي الفترة المتبقية شغلوه فقط بشكل متقطع. كان آل كوبرولو عمومًا إداريين ماهرين ويعودُ الفضل لهم في إحياء ثروات الإمبراطورية بعد فترة من الهزيمة العسكرية وإعادة الاستقرار الاقتصادي. ولقد تم العديد من الإصلاحات تحت حكمهم، والتي مكنت الإمبراطورية من حل أزمة ميزانيتها والقضاء على الصراع بين الفصائل في الإمبراطورية.

## الكوبرولو محمد باشا
كان صعود آل كوبرولو إلى السلطة سببه أزمة سياسية ناتجة عن الصراعاتِ المالية للحكومة جنبًا إلى جنب مع الحاجة الملحة لكسر الحصار الفينيسي على الدردنيل في الحرب الكريتية الجارية وهكذا في سبتمبر عام 1656 قامت وليدة سطان تورهان خديجة باختيار الكوبرولو محمد باشا كوزير سامي ومنحه الأمان المطلق لمكتبه. وأعربت عن أملها في أن يتمكن التحالف السياسي بينهما من استعادة ثروات الدولة العثمانية وكان الكوبرولو ناجحًا بشكل جوهري، مكنت صلاحياته الإمبراطورية من كسر الحصار الفينسي وإعادة بسط السلطة على ترانسيفانيا المتمردة. وبالرغم من ذلك جاءت هذه المكاسب بتكلفةٍ باهظةٍ في الأرواح حيث قام الوزير الأكبر بمذابح عديدةً للجنود والضباط الذين أعتبرهم غير مخلصين. اعتبر الكثيرون أن عمليات التطهير هذه كانت غير عادلة وأدت إلى تمرد كبير في عام 1658 بقيادة أباظة حسن باشا.
بعد قمع هذا التمرد، ظلت عائلة كوبرولو سياسيًا في الحكم بلا منازع حتى فشلها في غزو فيينا عام 1683. توفي الكوبرولو محمد نفسه عام 1661 وعندها خلفه ابنه فاضل أحمد باشا في منصبه.

## فاضل أحمد باشا وميرزيفونلو كارا مصطفى باشا
استمر فاضل أحمد باشا (1661-1676) التقليد الإصلاحي لوالده وشارك أيضًا في العديد من الحملات العسكرية ضد جيران الإمبراطورية الأوربيين. لقد قام بغزو نوفي زامكي (الأويفار التركي) وأخذها من الهابسبورغ في عام 1663، واختتم الحرب الكريتية بغزو هيراكليون (كانديي) في عام 1669، وضم كاميانيتس بوديلسكي (كامانيسي) من الكومنولث البولندي الليتواني في عام 1672. وأستمر في هذه السياسة العدوانية التوسعية صهر فضل أحمد وخليفته ميرزيفونلو كارا مصطفى باشا ووسع حدود الإمبراطورية العثمانية إلى أقصى حد في أوروبا. وبالإضافة إلى ذاك فقد سهلت أيضًا تشكيل تحالف دولي كبير لمعارضة العثمانيين، مما أدى إلى هزائم وخسائر إقليمية بعد الحصار الكارثي لفيينا في عام 1683. أُعدم كارا مصطفى باشا من قبل السلطان محمد الرابع بسبب فشله، مما أدى إلى انقطاع في حكم الكوبرولو. وخلال الفترة اللاحقة التي تبعت الحرب، تمكن أفراد أسرة كوبرولو أحيانًا من الدخول إلى الوزارة الكبرى ومنهم على سبيل المثال فضل مصطفى باشا (1689–1691) وعمجة زاده كوبرولو حسين باشا (1697-1702)، لكنهم لم يحكموا قبضة قوية على السلطة مرة أخرى كما استمتعوا بها قبل عام 1683.